# Sirop Arslanian
Sirop Arslanian (em árabe: سيروب أرسلانيان; nascido em 27 de novembro de 1966) é um ex-ciclista libanês que representou seu país nos Jogos Olímpicos de Verão de 1984 no individual.